# 氯酸镉
氯酸镉是一种无机化合物，化学式Cd(ClO3)2。有毒。

## 制备
氯酸镉可由氯酸和氢氧化镉或碳酸镉的反应制得，也能由氯酸钡和硫酸镉的复分解反应得到。